# 第14回ベルリン国際映画祭
第14回ベルリン国際映画祭は1964年6月26日から7月7日まで開催された。

## 概要
24本のコンペテョション部門長編作品の中から、トルコ映画『野性のもだえ』が金熊賞を受賞。日本からは『にっぽん昆虫記』と『彼女と彼』の2作品が出品され、両方に出演した左幸子が女優賞を受賞した。

## 受賞
- 金熊賞：『野性のもだえ』（イスマイル・メチン）
- 銀熊賞
  - 審査員特別賞：『Os Fuzis』（ルイ・ゲーハ）
  - 監督賞：サタジット・レイ （'『大都会』）
  - 男優賞：ロッド・スタイガー （『質屋』）
  - 女優賞：左幸子 （『にっぽん昆虫記』『彼女と彼』）

## 上映作品

### コンペティション部門
長編映画のみ記載。アルファベット順。邦題がついていない場合は原題の下に英題。
| 題名 原題                                         | 監督                             | 製作国                     |
| ------------------------------------------------- | -------------------------------- | -------------------------- |
| Circe                                             | マヌエル・アンティン             | アルゼンチン               |
| Der Zeit der Schuldlosen （Time of the Innocent） | トマス・ファントル               | 西ドイツ                   |
| El Aydi el naema (Soft Hands)                     | マムード・ズルフィカール         | エジプト                   |
| ファウスト Faust                                  | マイケル・サモン                 | アメリカ合衆国             |
| Herrenpartie (Destination Death)                  | ヴォルフガング・シュタウテ       | 西ドイツ ユーゴスラビア    |
| 彼女と彼                                          | 羽仁進                           | 日本                       |
| Kesällä kello 5 (This Summer at Five)             | エルッコ・キヴィコスキ           | フィンランド               |
| 行きずりの二人 L'amour avec des si                | クロード・ルルーシュ             | フランス                   |
| La Difficulté d'être infidèle – （フランス）      | ベルナール・トゥブラン＝ミシェル | フランス イタリア          |
| ブーベの恋人 La ragazza di Bube                   | ルイジ・コメンチーニ             | イタリア フランス          |
| La Visita (The Visitor)                           | アントニオ・ピエトランジェリ     | イタリア フランス          |
| Llanto por un bandido (Weeping for a Bandit)      | カルロス・サウラ                 | スペイン フランス イタリア |
| Los Evadidos (The Escaped)                        | エンリケ・カレラス               | アルゼンチン               |
| 大都会 Mahanagar                                  | サタジット・レイ                 | インド                     |
| Night Must Fall                                   | カレル・ライス                   | イギリス                   |
| にっぽん昆虫記                                    | 今村昌平                         | 日本                       |
| 人間の絆 Of Human Bondage                         | ケン・ヒューズ                   | イギリス                   |
| Olle Olson Hagalund                               | ルネ・エリクソン                 | スウェーデン               |
| Os Fuzis (The Guns)                               | ルイ・ゲーハ                     | ブラジル アルゼンチン      |
| Polnische Passion (Polish Passion)                | ヤヌツ・ピカルキヴィッツ         | ポーランド                 |
| Selvmordsskolen (School for Suicide)              | クヌート・ライフ・トムセン       | デンマーク                 |
| 野性のもだえ Susuz yaz                            | イスマイル・メチン               | トルコ                     |
| 質屋 The Pawnbroker                               | シドニー・ルメット               | アメリカ合衆国             |
| Tonio Kröger                                      | ロルフ・ティーレ                 | 西ドイツ フランス          |

## 審査員
- アンソニー・マン （アメリカ/監督）
- ヘルマン・シュヴェリン（西ドイツ/プロデューサー）
- ルーカス・デマレ （アルゼンチン/監督）
- Yorgos Javellas （ギリシャ/監督・脚本家）
- ジャック・ドニオル＝ヴァルクローズ （フランス/映画監督・映画批評家）
- リチャード・トッド （イギリス/俳優）
- ゲルト・レッシンク （西ドイツ/）
- Takashi Hamama（UAE/）